# Irish Wish
Pour plus de détails, voir Fiche technique et Distribution.
Irish Wish est une comédie romantique fantastique américaine réalisée par Janeen Damian et sortie en 2024. Le film met en vedette Lindsay Lohan et marque son deuxième projet consécutif avec Netflix.
L'intrigue suit Maddie Kelly, une éditrice dont l'homme de ses rêve est à quelques jours d'épouser sa meilleure amie en Irlande lorsqu'un souhait fait sur une ancienne pierre modifie magiquement son destin et la transforme en future mariée.

## Synopsis
Alors que l'élu de son cœur va épouser sa meilleure amie, Maddie s'assied sur une chaise à vœux dans la campagne irlandaise et voit son destin chamboulé comme par magie.

## Distribution
- Lindsay Lohan (VF : Barbara Beretta) : Maddie Kelly
- Ed Speleers (VF : Marc Arnaud) : James Thomas
- Alexander Vlahos (VF : Anatole de Bodinat) : Paul Kennedy
- Ayesha Curry (en) (VF : Corinne Wellong) : Heather
- Elizabeth Tan (en) (VF : Nadine Girard) : Emma Taylor
- Jacinta Mulcahy (VF : Anne Massoteau) : Olivia Kennedy
- Jane Seymour (VF : Anne Plumet) : Rosemary Kelly
- Matty McCabe (VF : Sébastien Desjours) : Kory Kennedy
- Dawn Bradfield (VF : Zoé Bettan) : Sainte Brigitte
- Maurice Bryne (VF : Christian Gonon) : Sean Kennedy
- James Rotterger (VF : Adrien Larmande) : Tom O'Callaghan
- Aidan Jordan (VF : Jean-Loup Horwitz) : le père Callahan
- Dakota Lohan (VF : Aurélien Raynal) : Finn
- Tim Landers (VF : Jean-François Aupied) : Murphy
- Rachel Benaissa (VF : Juliette Poissonnier) : Allegra

 Source et légende : version française (VF) sur RS Doublage et carton du doublage français.

## Musique
La musique de Irish Wish est composée par Nathan Lanier. Elle est sortie le 8 mars 2024. Le producteur Michael Damian a sorti un morceau intitulé « Wild Irish Heart » avant la sortie du film. La sœur de Lindsay, Aliana, a également a participé avec deux chansons pour le film, « Armor » et « Comin' Home ».
1. Opening Title
2. Welcome to Ireland
3. Bus Banter
4. The Kennedy House
5. Meet the Family
6. Loch Té
7. The Wishing Chair
8. Everything's Different
9. Wischief
10. Breakfast and Bicycles
11. The Dress
12. Bride Crash
13. That's What I Always Say
14. I Kneed You
15. Going for a Ride
16. Cliffs of Moher
17. The Wild Hen
18. Mother Waits for No-One
19. What's the Rush?
20. It's Her?
21. Playing Games
22. I'd Have Asked You First
23. Trippin' at the Airport
24. Two Hearts
25. In the Garden
26. Arrivals and Departures
27. Confessions
28. The Fighting Irish
29. Not Like This
30. Back to the Wishing Chair
31. Know Thyself
32. This Is Amazing
33. The Kennedy Wedding
34. We're a Perfect Team
35. Irish Wish